# Římskokatolická farnost Klenovice na Hané
Římskokatolická farnost Klenovice na Hané je územní společenství římských katolíků v rámci prostějovského děkanátu olomoucké arcidiecéze s farním kostelem svatého Bartoloměje.

## Historie
První písemná zmínka o obci pochází z roku 1309. Kostel je doložen již ve 14. století. Kolem  roku 1488 vznikl v Klenovicích sbor Jednoty bratrské; bratří měli kapli na hřbitově u kostela. V 16. století se v obci uchytilo luterství. Od převzetí tovačovského panství Salmy koncem roku 1600 probíhala v Klenovicích rekatolizace. Kostel vyhořel v letech 1848 a 1947. V době od 1. 8. 1946-1. 6. 1950 byl ve farnosti farářem P. Oldřich Beránek (12. 2. 1912 v Prostějově-13. 6. 1998 ve Šternberku na Mor., vysvěcen 1936, v 50. létech vězeň režimu (chronologicky Plzeň-Bory, Hrádek u Rokycan, Horažďovice, Jáchymov, Valdice).

## Duchovní správci
Od července 2016 je administrátorem excurrendo P. ThLic. Jan Pachołek, SDS.
Od července 2025 je administrátorem excurrendo P. Stanislav Trčka 

## Bohoslužby
| Kostel              | Místo             | Bohoslužba (den) | Hodina     | Poznámka     |
| ------------------- | ----------------- | ---------------- | ---------- | ------------ |
| svatého Bartoloměje | Klenovice na Hané | neděle středa    | 7.30 19.00 | Farní kostel |

## Aktivity farnosti
Ve farnosti se pravidelně pořádá tříkrálová sbírka. V roce 2018 se při ní jen v Klenovicích vybralo přibližně 23 tisíc korun.